# Plagiothecium robustum
Plagiothecium robustum là một loài rêu trong họ Plagiotheciaceae. Loài này được (Hook.) A. Jaeger mô tả khoa học đầu tiên năm 1878.